# Hypostomus micromaculatus
Hypostomus micromaculatus är en fiskart som beskrevs av Boeseman, 1968. Hypostomus micromaculatus ingår i släktet Hypostomus och familjen Loricariidae. Inga underarter finns listade i Catalogue of Life.